# Poullanjauras
Poullanjauras är en sjö i Kiruna kommun i Lappland och ingår i Kalixälvens huvudavrinningsområde. Sjön har en area på 0,0983 kvadratkilometer och ligger 750 meter över havet. Poullanjauras ligger i Torne och Kalix älvsystem Natura 2000-område. Sjön avvattnas av vattendraget Aitejåkka.

## Delavrinningsområde
Poullanjauras ingår i det delavrinningsområde (753657-166288) som SMHI kallar för Mynnar i Holmajärvi. Medelhöjden är 655 meter över havet och ytan är 36,91 kvadratkilometer. Det finns inga avrinningsområden uppströms utan avrinningsområdet är högsta punkten. Aitejåkka som avvattnar avrinningsområdet har biflödesordning 3, vilket innebär att vattnet flödar genom totalt 3 vattendrag innan det når havet efter 353 kilometer. Avrinningsområdet består mestadels av skog (34 procent), öppen mark (12 procent) och kalfjäll (49 procent). Avrinningsområdet har 0,2 kvadratkilometer vattenytor vilket ger det en sjöprocent på 0,5 procent.